# Kalika (Achham)
Kalika (nep. कालिका) – gaun wikas samiti w zachodniej części Nepalu w strefie Seti w dystrykcie Achham. Według nepalskiego spisu powszechnego z 2011 roku liczył on 605 gospodarstw domowych i 3081 mieszkańców (1808 kobiet i 1273 mężczyzn).